# Normangee, Texas
Normangee là một thị trấn thuộc quận Leon, tiểu bang Texas, Hoa Kỳ. Năm 2010, dân số của thị trấn này là 685 người.

## Dân số
- Dân số năm 2000: 719 người.
- Dân số năm 2010: 685 người.